# Kitsat–2
Kitsat–2 (Korea Institute of Technology Satellite) dél-koreai mikró kommunikációs műhold.

## Jellemzői
Feladata, Föld-megfigyelés mellett a rádióamatőrök tevékenységének segítése.

## Küldetés
Gyártotta a Surrey Satellite Technology Ltd. (SSTL) (angol), az építésben közreműködött a dél-koreai Advanced Institute of Science and Technology (KAIST), üzemeltette a Satellite Technology Research Center (SaTReC). Társműholdak: SPOT–3 (francia), Stella (francia), Healthsat–2 (amerikai), Eyesat 1 (amerikai), Itamsat (olasz), PoSAT–1, (dél-koreai)
Megnevezései: Kitsat–B; Uribyol 2; Uribyol B; (csillag); KitSAT-OSCAR 25; KO-25 (Korea Oscar); COSPAR:1993-061F; SATCAT kódja: 22825.
1993. szeptember 26-án a Guyana Űrközpontból ELA2 (LC–Launch Complex) jelű indítóállványról egy Ariane 40 V59 hordozórakétával állították alacsony Föld körüli pályára (LEO = Low-Earth Orbit). Az orbitális pályája 100,87 perces, 98.68° hajlásszögű, elliptikus pálya perigeuma 794 kilométer, az apogeuma 805 kilométer volt.
Stabilitását a Föld gravitációs mezőjéhez igazították, pontossága 5°. Formája prizma, méretei 35,2 x 35,6 x 67 centiméter, tömege 50 kilogramm. A telemetriai szolgálatát egy 6 méteres antennával segíti. Az űreszköz felületét napelemek borítják (30 W), éjszakai (földárnyék) energia ellátását újratölthető kémiai akkumulátorok biztosították. Műszerezettsége: kommunikációk segítése (vétel/adás), kettő érzékeny CCD kamera a Föld fényképezésére, infravörös érzékelő, digitális jelfeldolgozó és kozmikus sugárzást smérő detektorok.